# Macrozamia plurinervia
Macrozamia plurinervia (L.A.S.Johnson) D.L.Jones, 1991 è una pianta appartenente alla famiglia delle Zamiaceae, endemica dell'Australia.

## Descrizione
È una cicade con fusto sotterraneo, del diametro di 20-30 cm.
Presenta da 3 a 7 foglie pennate, disposte a corona all'apice del fusto, lunghe 85-115 cm, rette da un picciolo lungo 12-20 cm; ogni foglia è composta da 50-90 paia di foglioline lanceolate, con margine intero, lunghe mediamente 10-30 cm, di colore verde scuro sulla pagina superiore e verde glauco su quella inferiore, inserite sul rachide con una disposizione spiraliforme.
È una specie dioica con esemplari maschili che presentano coni terminali fusiformi, lunghi 18-28 cm e larghi 4-6 cm ed esemplari femminili con coni di forma ovoidale, lunghi 15-23 cm e larghi 6-9 cm.
I semi sono grossolanamente ovoidali, lunghi 25-30 mm, ricoperti da un tegumento di colore rosso-bruno.

## Distribuzione e habitat
La specie ha un areale ristretto alla parte settentrionale del Nuovo Galles del Sud (Australia), nelle contee di Inverell e Tenterfield. Cresce in aree di foresta sclerofilla, su suoli sabbiosi.

## Conservazione
La IUCN Red List classifica M. plurinervia come specie in pericolo di estinzione (Endangered).

La specie è inserita nella Appendice II della Convention on International Trade of Endangered Species (CITES).